# Posenhall
Posenhall – osada w Anglii, w hrabstwie ceremonialnym Shropshire, w dystrykcie (unitary authority) Shropshire, w civil parish Barrow. Leży 10 km od miasta Bridgnorth. W 1951 roku civil parish liczyła 15 mieszkańców.